# Cratere Shen Kuo
Shen Kuo è un piccolo cratere lunare di 0,9 km situato nella parte nord-occidentale della faccia visibile della Luna.